# 지방도 제625호선
지방도 제625호선은 충청남도 부여군 세도면 가회리와 공주시 우성면 도천리 질마교차로를 잇는 충청남도의 지방도이다.

## 연혁
- 2001년 10월 30일 : 부여군 규암면 규암리 ~ 신리 2.17 km 구간 개통[1]
- 2003년 2월 20일 : 지방도 노선 폐지 및 재지정으로 총연장이 42.2km에서 56.7km로 변경[2]
- 2004년 5월 20일 : 청양군 목면 신흥리 ~ 공주시 우성면 어천리 220m 구간 개통[3]
- 2004년 10월 20일 : 공주시 우성면 어천리 ~ 죽당리 2.8 km 구간 개통[4]
- 2012년 7월 1일 : 지방도 노선 조정[5]
- 2013년 9월 23일 : 공주시 우성면 죽당리 ~ 보흥리 3.12 km 구간 개통[6]
- 2013년 10월 30일 : 청양군 목면 화양리 ~ 안심리 4.46 km 구간 개통[7]
- 2018년 1월 10일 : 공주시 우성면 보흥리 440m 구간 개통[8]
- 2023년 12월 29일 : 규암 ~ 청남간 도로(부여군 규암면 금암리 ~ 청양군 청남면 인양리) 2.51km 구간 신설 개통[9]

## 주요 경유지
- 부여군
  - 세도면 (미개통 구간 : 가회리 (국가지원지방도 제68호선과 분기) - 장산리 - 반조원리 - 사산리)
  - 장암면 하황리 - 남산삼거리 - 부여남산초등학교(폐교) - 장하리 - 강남구렁고개 - 북고리 - 정암리 - 장암중학교(폐교) - 석동리 - 석동삼거리 - 석동교
  - 규암면 외리 - 규암 교차로 - 돌말 교차로 - 규암사거리 - 나복삼거리 - 진변사거리 - 신리사거리 - 백강초교사거리 - 규암문화마을 - 한국전통문화대학교 - 문화단지삼거리 - 롯데부여리조트 - 백제문화단지 - 백제문삼거리 - (미개통 구간 : 호암리)
- 청양군
  - 청남면 (미개통 구간 : 인양리) - 왕진리 - 중산리 - 중동교 - 중동교사거리 - 동강리 - 천내리
  - 목면 화양 교차로 - 화양리 - 화양교 - 신흥1교 - 신흥 교차로 - 임장교
- 공주시
  - 우성면 임장교 - 어천리 - 죽당리 - 오동리 - 보흥리 - (미개통 구간 : 보흥리 - 옥성리 - 평목리 - 공주보 우안 - 신웅리) - 질마 교차로

## 중복 구간
- 부여군 장암면 석동삼거리 ~ 규암면 나복삼거리 : 국도 제29호선과 중복
- 청양군 청남면 인양리 ~ 중동교사거리 : 지방도 제645호선과 중복
- 청양군 목면 화양교 동단 ~ 공주시 우성면 임장교 동단 : 국가지원지방도 제96호선과 중복

## 도로명
- 부여군 세도면 사산리 ~ 장암면 석동삼거리 : 의자로
- 부여군 장암면 석동삼거리 ~ 규암면 나복삼거리 : 충절로
- 부여군 규암면 나복삼거리 ~ 신리사거리 : 왕릉로
- 부여군 규암면 신리사거리 ~ 호암리 : 백제문로
- 청양군 청남면 인양리 ~ 공주시 우성면 임장교 : 금강변로
- 공주시 우성면 임장교 ~ 죽당리 : 용봉어천길